# Krakauhintermühlen
Krakauhintermühlen in den Schladminger Tauern in der Steiermark ist eine Ortschaft und Katastralgemeinde der Gemeinde Krakau im Bezirk Murau.

## Geografie
Krakauhintermühlen liegt im nordwestlichen, oberen Teil des Krakautals, einem Hochplateau, welches sich zwischen den Schladminger Tauern und den Murbergen auf die drei Ortschaften Krakaudorf, Krakauhintermühlen (mit Krakauebene) und Krakauschatten mit insgesamt etwa 1400 Einwohnern erstreckt. Krakauhintermühlen hat gut 500 Einwohner.

## Geschichte
Ab dem 6. Jahrhundert rodeten slawische Siedler das Gebiet. Ab dem 9. Jahrhundert kamen auch bairische Siedler in das Krakautal. Im Mittelalter gab es verschiedenste Grundherren. Ab dem 17. Jahrhundert war das Gebiet überwiegend im Besitz der Fürsten Schwarzenberg. 1791 wurde das Vikariat St. Ulrich in Krakauebene errichtet und 1829 zur Pfarre erhoben.
Die Aufhebung der Grundherrschaften erfolgte 1848. Die Ortsgemeinde als autonome Körperschaft entstand 1850. Nach der Annexion Österreichs 1938 kam die Gemeinde zum Reichsgau Steiermark, 1945 bis 1955 war sie Teil der britischen Besatzungszone in Österreich.

## Ehemalige Gemeinde
Krakauhintermühlen war eine bis 31. Dezember 2014 selbständige Gemeinde im Gerichtsbezirk. Seit 2015 ist sie im Rahmen der steiermärkischen Gemeindestrukturreform mit den Gemeinden Krakaudorf und Krakauschatten zusammengeschlossen. Die daraus entstandene neue Gemeinde trägt den Namen Krakau.
Letzter Bürgermeister war bis Ende 2014 Konrad Esterl (ÖVP). Der mit Ende 2014 aufgelöste Gemeinderat setzte sich nach den Wahlen von 2010 wie folgt zusammen:
- 5 ÖVP
- 2 SPÖ
- 2 FPÖ

## Kultur und Sehenswürdigkeiten

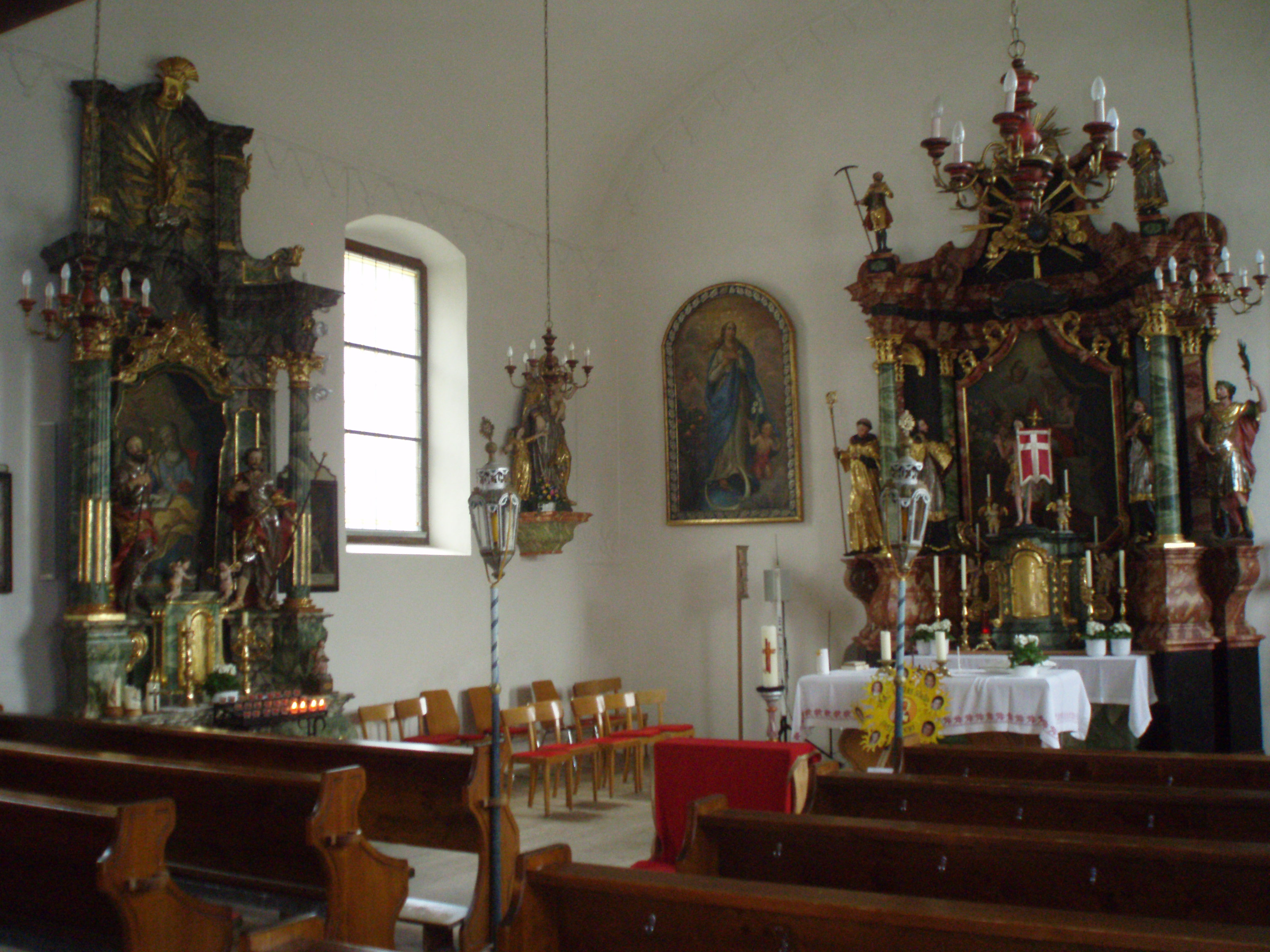
Innenansicht der Pfarrkirche

### Wappen
| Wappen von Krakauhintermühlen | Blasonierung: „In Silber über einer schwarzen Krähe erhöht balkenförmig ein rotes Ornamentband von drei Fünfpaßrosetten.“                                                |
| Wappen von Krakauhintermühlen | Die Verleihung des Gemeindewappens erfolgte mit Wirkung vom 1. März 1982. Wegen der Gemeindezusammenlegung verloren diese mit 1. Jänner 2015 ihre offizielle Gültigkeit. |

## Persönlichkeiten
Sportler:
- Ramona Siebenhofer (* 1991), Schirennläuferin

Ehrenbürger:
- 1988 Josef Krainer (1930–2016), Landeshauptmann